# Desa Karangmulya (administrativ by i Indonesien, Jawa Barat, lat -6,40, long 108,11)
Desa Karangmulya är en administrativ by i Indonesien.   Den ligger i provinsen Jawa Barat, i den västra delen av landet, 140 km öster om huvudstaden Jakarta.